# Irañeta
Irañeta è un comune spagnolo di 155 abitanti situato nella comunità autonoma della Navarra.